# 牛回虫
牛回虫（うしかいちゅう、学名：Neoascaris vitulorum）とは、ウシ、スイギュウの小腸に寄生する線虫の1種。経乳感染及び胎盤感染が主な感染様式であり、体長は♂14.0-16.0cm、♀16.5-33.0cm。